# Lars-Erik Holm
Lars-Erik Holm, född 30 april 1951, är en svensk läkare och ämbetsman. Han var generaldirektör för Statens Strålskyddsinstitut 1996 – 2008, och därefter generaldirektör för Socialstyrelsen från 1 mars 2008 till 1 oktober 2015. Han var ordförande i ICRP (International Commission on Radiological Protection) under perioden 2005 till 2009.

## Biografi
Holm är uppvuxen i Uppsala och gick ut gymnasiet vid Katedralskolan i Uppsala 1969. Han blev legitimerad läkare 1977 och har specialistbehörighet i onkologi. Han disputerade 1980 på en avhandling om förekomst av tumörer i sköldkörteln efter behandling och diagnostik med radioaktivt jod. Åren 1975–1992 var han verksam vid Radiumhemmet, först som läkare och så småningom som docent i onkologi.
1992 till 1995 deltog han som medicinalråd i uppbyggnaden av Folkhälsoinstitutet där han blev en av de första avdelningscheferna med ansvar för frågor om kost, motion och allergi.
Holm utnämndes till generaldirektör för Statens strålskyddsinstitut (SSI) 1996 och innehade denna post fram till 2008 då han blev generaldirektör för Socialstyrelsen. Under sin tid på SSI uttryckte han 2005 oro för minskande kompetens och forskningsanslag inom strålskyddsområdet.
Under sin tid som generaldirektör för Socialstyrelsen har Holm på olika sätt uppmärksammats i massmedia för debattartiklar, åtgärder eller beslut om bland annat:
- beslut om att låta två experter lämna ett pågående riktlinjearbete för diabetessjukvård och sjukvårdens rådgivning om motion, alkohol, tobak och kost, på grund av deras tidigare engagemang i livsmedelsindustrin.[7][8]
- medverkan till att ta bort transvetism och fetischism som psykiatriska diagnoser.[4]
- läkemedel till äldre - betydelsen av åtgärder som bland annat läkemedelsgenomgångar för att säkerställa att patienten får rätt läkemedel i rätt mängd.[9]
- sprutbyte för missbrukare[10]
- nationella rekommendationer för palliativ vård[11]

Holms ledarskap som chef för Socialstyrelsen kritiserades i tidskriften Chef 2011, vilket inte hindrade att regeringen i november 2013 gav honom förlängt förordnande för perioden fram till den sista mars 2016. Han valde dock senare att själv avsluta sitt uppdrag ett halvår tidigare, den 1 oktober 2015.
Holm invigningstalade på Stockholms Pridefestival 2010.